# Campionati africani di atletica leggera 1993
I Campionati africani di atletica leggera 1993 sono stati la 9ª edizione dei Campionati africani di atletica leggera. La manifestazione si è svolta dal 23 al 27 giugno presso il Moses Mabhida Stadium di Durban, in Sudafrica.

## Medagliati

### Uomini
| Specialità | Oro                | Prestazione | Argento               | Prestazione | Bronzo               | Prestazione |
| Corse piane |                    |             |                       |             |                      |             |
| 100 m | Daniel Effiong     | 10"39       | Jean-Olivier Zirignon | 10"53       | Nelson Boateng       | 10"55       |
| 200 m | Johan Rossouw      | 20"65       | Oluyemi Kayode        | 20"79       | Nelson Boateng       | 21"01       |
| 400 m | Kennedy Ochieng    | 45"29       | Ibrahim Hassan        | 45"90       | Simon Kemboi         | 46"06       |
| 800 m | Sammy Langat       | 1'45"43     | Paul Ruto             | 1'45"99     | Arthémon Hatungimana | 1'46"42     |
| 1 500 m | David Kibet        | 3'45"67     | Johan Landsman        | 3'46"03     | Johan Fourie         | 3'46"22     |
| 5 000 m | Simon Chemoiywo    | 13'09"68    | Haile Gebrselassie    | 13'10"41    | Worku Bikila         | 13'12"53    |
| 10 000 m | William Sigei      | 27'25"23    | Fita Bayisa           | 27'26"90    | Haile Gebrselassie   | 27'30"17    |
| Corse a ostacoli |                    |             |                       |             |                      |             |
| 110 hs | Kobus Schoeman     | 13"93       | Moses Oyiki Orode     | 14"21       | Winpie Nel           | 14"22       |
| 400 hs | Erick Keter        | 49"38       | Dries Vorster         | 49"59       | Hamidou Mbaye        | 50"22       |
| 3 000 siepi | Joseph Keter       | 8'22"34     | Christopher Koskei    | 8'24"58     | Simretu Alemayehu    | 8'31"51     |
| Prove su strada |                    |             |                       |             |                      |             |
| Marcia 20 km | Getachew Demisse   | 1h28'56"    | Chris Britz           | 1h29'28"    | Riecus Blignouat     | 1h30'55"    |
| Salti |                    |             |                       |             |                      |             |
| Salto in alto | Flippie van Vuuren | 2,22 m      | Khemraj Naiko         | 2,19 m      | Pierre Vorster       | 2,13 m      |
| Salto con l'asta | Okkert Brits       | 5,40 m      | Riaan Botha           | 5,20 m      | Brian Mardaymootoo   | 4,60 m      |
| Salto in lungo | Obinna Eregbu      | 8,32 m      | Ayodele Aladefa       | 8,05 m      | James Sabulei        | 7,99 m      |
| Salto triplo | Toussaint Rabenala | 16,72 m     | Wikus Olivier         | 16,35 m     | Paul Nioze           | 16,11 m     |
| Lanci |                    |             |                       |             |                      |             |
| Getto del peso | Carel le Roux      | 18,29 m     | Chima Ugwu            | 18,07 m     | Jaco Snyman          | 17,38 m     |
| Lancio del disco | Mickaël Conjungo   | 59,92 m     | Christo Kruger        | 54,42 m     | Dawie Kok            | 54,08 m     |
| Lancio del giavellotto | Tom Petranoff      | 82,40 m     | Phillip Spies         | 77,68 m     | Louis Fouché         | 77,10 m     |
| Lancio del martello | Hakim Toumi        | 69,82 m     | Samir Haouam          | 63,76 m     | Charlie Koen         | 60,46 m     |
| Prove multiple |                    |             |                       |             |                      |             |
| Decathlon | Pierre Faber       | 7 164 p.    | Danie van Wyk         | 7 108 p.    | Hassan Farouk Sayed  | 6 770 p.    |
| Staffette |                    |             |                       |             |                      |             |
| Staffetta 4×100 m | Ghana              | 39"53       | Nigeria               | 39"97       | Sudafrica            | 40"25       |
| Staffetta 4×400 m | Kenya              | 3'03"10     | Nigeria               | 3'06"03     | Senegal              | 3'06"38     |
| record mondiale; record mondiale stagionale; record africano; record dei campionati; record nazionale; record personale; record personale stagionale. |                    |             |                       |             |                      |             |

### Donne
| Specialità | Oro                    | Prestazione | Argento              | Prestazione | Bronzo                 | Prestazione |
| Corse piane |                        |             |                      |             |                        |             |
| 100 m | Beatrice Utondu        | 11"39       | Elinda Vorster       | 11"45       | Christy Opara-Thompson | 11"60       |
| 200 m | Mary Onyali            | 22"71       | Yolanda Steyn        | 23"22       | Evette de Klerk        | 23"29       |
| 400 m | Tina Paulino           | 51"82       | Emily Odoemenam      | 52"26       | Aïssatou Tandian       | 53"00       |
| 800 m | Maria Mutola           | 1'56"36     | Gladys Wamuyu        | 2'01"24     | Ilse Wicksell          | 2'03"75     |
| 1 500 m | Elana Meyer            | 4'12"56     | Gwen Griffiths       | 4'13"17     | Getenesh Urge          | 4'13"68     |
| 3 000 m | Gwen Griffiths         | 9'13"92     | Merima Denboba       | 9'14"48     | Hellen Chepngeno       | 9'14"49     |
| 10 000 m | Berhane Adere          | 32'48"52    | Lydia Cheromei       | 32'54"55    | Fatuma Roba            | 32'55"32    |
| Corse a ostacoli |                        |             |                      |             |                        |             |
| 100 hs | Nicole Ramalalanirina  | 13"32       | Taiwo Aladefa        | 13"50       | Annemarie le Roux      | 13"74       |
| 400 hs | Omotayo Akinremi       | 57"59       | Lana Uys             | 57"60       | Karen Swanepoel        | 58"23       |
| Prove su strada |                        |             |                      |             |                        |             |
| Marcia 5 000 m | Dounia Kara            | 24'33"56    | Amsale Yakobe        | 24'39"04    | Felicita Falconer      | 25'32"68    |
| Salti |                        |             |                      |             |                        |             |
| Salto in alto | Charmaine Weavers      | 1,90 m      | Lucienne N'Da        | 1,86 m      | Desiré du Plessis      | 1,80 m      |
| Salto in lungo | Christy Opara-Thompson | 6,57 m      | Beatrice Utondu      | 6,44 m      | Hiwot Sisay            | 6,23 m      |
| Salto triplo | Petrusa Swart          | 12,95 m     | Béryl Laramé         | 12,20 m     | Sonya Agbéssi          | 12,02 m     |
| Lanci |                        |             |                      |             |                        |             |
| Getto del peso | Louise Meintjies       | 14,66 m     | Elizabeth Olaba      | 14,42 m     | Luzanda Swanepoel      | 14,23 m     |
| Lancio del disco | Lizette Etsebeth       | 54,16 m     | Nanette van der Walt | 51,58 m     | Sandra Willms          | 50,56 m     |
| Lancio del giavellotto | Liezl Roux             | 48,24 m     | Rhona Dwinger        | 47,60 m     | Michelle Bradbury      | 43,92 m     |
| Prove multiple |                        |             |                      |             |                        |             |
| Eptathlon | Chrisna Oosthuizen     | 5 339 p.    | Maralize Visser      | 5 159 p.    | Caroline Kola          | 4 925 p.    |
| Staffette |                        |             |                      |             |                        |             |
| Staffetta 4×100 m | Nigeria                | 43"49       | Madagascar           | 44"93       | Sudafrica              | 45"15       |
| Staffetta 4×400 m | Nigeria                | 3'33"21     | Sudafrica            | 3'37"24     | Ghana                  | 3'39"66     |
| record mondiale; record mondiale stagionale; record africano; record dei campionati; record nazionale; record personale; record personale stagionale. |                        |             |                      |             |                        |             |

## Medagliere
| Posizione | Paese                               | Oro | Argento | Bronzo | Totale |
| --------- | ----------------------------------- | --- | ------- | ------ | ------ |
| 1         | Sudafrica                           | 15  | 16      | 19     | 50     |
| 2         | Nigeria                             | 8   | 9       | 1      | 18     |
| 3         | Kenya                               | 8   | 5       | 4      | 17     |
| 4         | Governo di transizione dell'Etiopia | 2   | 4       | 6      | 12     |
| 5         | Algeria                             | 2   | 1       | 0      | 3      |
| 5         | Madagascar                          | 2   | 1       | 0      | 3      |
| 7         | Mozambico                           | 2   | 0       | 0      | 2      |
| 8         | Ghana                               | 1   | 1       | 3      | 5      |
| 9         | Rep. Centrafricana                  | 1   | 0       | 0      | 1      |
| 10        | Costa d'Avorio                      | 0   | 2       | 0      | 2      |
| 11        | Mauritius                           | 0   | 1       | 1      | 2      |
| 11        | Seychelles                          | 0   | 1       | 1      | 2      |
| 13        | Senegal                             | 0   | 0       | 3      | 3      |
| 14        | Benin                               | 0   | 0       | 1      | 1      |
| 14        | Burundi                             | 0   | 0       | 1      | 1      |
| 14        | Egitto                              | 0   | 0       | 1      | 1      |
| Totale    | Totale                              | 41  | 41      | 41     | 123    |